# Гемпстед (селище, Нью-Йорк)
Гемпстед (англ. Hempstead) — селище (англ. village) в США, в окрузі Нассау штату Нью-Йорк. Населення — 59 169 осіб (2020).

## Географія
Гемпстед розташований за координатами 40°42′16″ пн. ш. 73°37′10″ зх. д. / 40.70444° пн. ш. 73.61944° зх. д. (40.704374, -73.619445).  За даними Бюро перепису населення США в 2010 році селище мало площу 9,55 км², з яких 9,54 км² — суходіл та 0,01 км² — водойми.

## Демографія
Згідно з переписом 2010 року, у селищі мешкала 53 891 особа в 15 234 домогосподарствах у складі 10 945 родин. Густота населення становила 5644 особи/км².  Було 16034 помешкання (1679/км²).
Расовий склад населення:
| - 48,3 % — чорних або афроамериканців - 21,9 % — білих - 1,4 % — азіатів - 0,6 % — корінних американців - 22,8 % — осіб інших рас |

До двох чи більше рас належало 5,0 %. Частка іспаномовних становила 44,2 % від усіх жителів.
За віковим діапазоном населення розподілялося таким чином: 25,6 % — особи молодші 18 років, 64,9 % — особи у віці 18—64 років, 9,5 % — особи у віці 65 років та старші. Медіана віку мешканця становила 32,5 року. На 100 осіб жіночої статі у селищі припадало 97,1 чоловіків;  на 100 жінок у віці від 18 років та старших — 94,1 чоловіків також старших 18 років.
Середній дохід на одне домашнє господарство  становив 70 983 долари США (медіана — 55 417), а середній дохід на одну сім'ю — 77 426 доларів (медіана — 61 086). Медіана доходів становила 35 542 долари для чоловіків та 40 254 долари для жінок. За межею бідності перебувало 20,7 % осіб, у тому числі 29,1 % дітей у віці до 18 років та 13,7 % осіб у віці 65 років та старших.
Цивільне працевлаштоване населення становило 26 419 осіб. Основні галузі зайнятості: освіта, охорона здоров'я та соціальна допомога — 23,4 %, мистецтво, розваги та відпочинок — 12,8 %, роздрібна торгівля — 12,7 %.